# Forças Republicanas da Costa do Marfim
As Forças Republicanas da Costa do Marfim (em francês:  Forces républicaines de Côte d'Ivoire, FRCI) foram um reagrupamento das Forces Nouvelles (FN), as forças rebeldes que mantiveram o controle do norte  da Costa do Marfim depois de 2002, e dos componentes das Forças de Defesa e de Segurança (em francês:  Forces de défense et de sécurité, FDS), criado em 17 de março de 2011 no meio de uma crise pós-eleitoral de Alassane Ouattara. Estiveram sob o comando do general Soumaila Bakayoko, chefe de gabinete. Após a ascensão de Alassane Ouattara ao poder, as Forças Republicanas se tornaram o exército nacional da Costa do Marfim.